# 三浦加納子
三浦加納子（みうら かなこ、1973年（昭和48年） - ）は、日本のネイリスト、ネイルアーティスト。ThreePeaceに所属。浜崎あゆみの専属ネイリストを12年間にわたり務めていた。山形県鶴岡市出身。

## 経歴
- 1973年（昭和48年） - 誕生。
- 高校は、山形県立鶴岡北高等学校に通っていた。
- 卒業後は地元に就職し公務員となるが、後に退職してネイルアーティストという夢を持って上京する。
- 1996年（平成8年） - NSJネイルアカデミーに入学。
- 同アカデミーを卒業し、原宿のネイルサロン勤務後、フリーランスのネイルアーティストとして独立。
- 1998年（平成10年） - 浜崎あゆみのネイルを担当する。
- 2000年～2002年まで浜崎が3年連続ネイルクィーンとして選ばれたが、この時の全てのネイルを三浦が手掛けていた。
- 2007年（平成19年）11月 - タイトーの携帯サイト「LOVEキラ」から「三浦加納子のLuxuryNail」というきせかえツールのサイトを展開し、ネイルとケータイのコラボを行っている。
- 2010年（平成22年）4月 - 浜崎あゆみの専属ネイリストを退く。

## 著書
- 2002年（平成14年） - 『三浦加納子のネイルLife』 KKベストセラーズ ISBN 4-584-16535-1
- 2009年（平成21年） - 『三浦加納子 NAIL SPIRIT』 主婦の友社 ISBN 978-4-07-266117-8

## 掲載雑誌
- VoCE（連載）
- S Cawaii!（連載）
- NAIL SPIRIT（連載）
- ViVi
- sweet
- Weeklyぴあ
- eclat
- NAIL VENUS
- GLAMOROUS

他、多数。

## CM
- パナソニック
- コーセールミナス
- キヤノン
- 森永

主に、浜崎あゆみ出演CMで活躍。

## 携帯電話 (MOBILE)
- 三浦加納子のLuxury Nail
i-modeのきせかえツール「LOVEキラ」のスペシャルコーナーにて三浦加納子のネイルアートをモチーフにした「三浦加納子のLuxury Nail」を展開。
ネイルとおそろいで、ケータイの待受画面やメニュー画面をカワイクきらきらにできる。